# Desa Oeteffu
Desa Oeteffu är en administrativ by i Indonesien.   Den ligger i provinsen Nusa Tenggara Timur, i den södra delen av landet, 1 800 km öster om huvudstaden Jakarta. Desa Oeteffu ligger på ön Pulau Roti.